# Jarle Vespestad

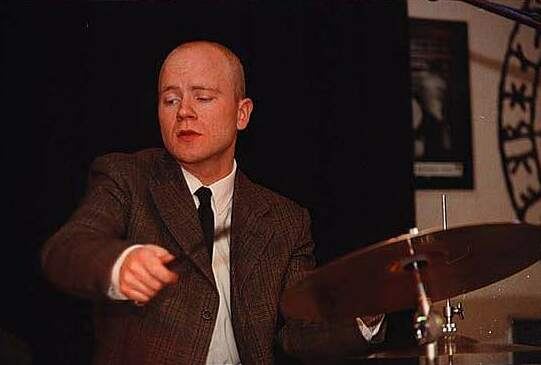
Jarle Vespestad

Jarle Vespestad (Jessheim, 16 april 1966) is een Noorse jazz-drummer en percussionist. Hij is actief in de avant-garde en speelt onder meer in de groep Supersilent.
Vespestad studeerde onder meer aan de Toneheim Folk High School. Hij was een van de medeoprichters van de free jazz-groep Farmer's Market. Hij speelde in de groepen Veslefrekk en werkte mee aan de plaat Nightwatch van Silje Nergaard. Hij vormde een duo met Tore Brunborg, was lid van een trio met Petter Wettre en speelde met Bugge Wesseltoft. Ook speelde hij mee op verschillende albums van Tord Gustavsen. 

## Discografie (selectie)
met Tord Gustavsen Trio:
- Changing Places, ECM, 2003
- Being There, ECM, 2007

- Bibsys: 12448
- Bibliothèque nationale de France: cb14509487r (data)
- Gemeinsame Normdatei: 135347602
- International Standard Name Identifier: 0000 0000 5521 4621
- Library of Congress Control Number: no00056644
- MusicBrainz: 5413c45d-274d-4432-a8e3-6a11ce5ae0a9
- Nationale Bibliotheek van Israël: 987007322196205171
- Système universitaire de documentation: 077442628
- Virtual International Authority File: 56842491
- WorldCat: E39PBJd88rWcfg64cTGrVqHpyd